# 中谷一博
中谷一博（日语：／ Nakaya Kazuhiro，1979年2月13日—）是日本的男性聲優。北海道出身。隸屬於INTENTION。

## 人物
2017年6月1日加入INTENTION。

## 演出作品
※粗體字為主要角色。

### 電視動畫
2005年
- 戰國英雄傳說 新譯 真田十勇士 The Animation（牧野忠成）

2008年
- CLANNAD（男性客）
- 道子與哈金（警官、街上的男子）
- 幻影少年（男記者）

2009年
- 黑神 The Animation（The Noble One、Tribal End）

2010年
- K-ON!!（店主）

2011年
- 偶像大師（主持人）
- C（石動桐人、店員）
- 美食獵人（美食SP）
- 魔術快斗（紺野刑事）

2012年
- 釣球（上司）
- 魔術快斗（紺野刑事）

2014年
- 晨曦公主（韓·裘德）
- 天雷爭霸：復仇者聯盟（美國隊長[3]）

2016年
- 終末的伊澤塔（凱拉）

2017年
- 漫威未來復仇者（美國隊長[4]）

2018年
- 小松先生 第2期（警官）
- DEVILSLINE 惡魔戰線（阪木敏郎）
- 夢王國與沉睡中的100位王子殿下（波斯）
- Angolmois 元寇合戰記（洪茶丘）

2019年
- 真·中華一番！（町長、廚師、幹部B、廣州料理界廚師、住持、張大人）
- BEASTARS（維克多）
- 海盜戰記（族長）

2020年
- 放學後堤防日誌（手藝部部長）
- 秘密結社 鷹之爪 ～Golden Spell～（岩佐澄平／Sugar）

2021年
- 真·中華一番！ 第2期（張大人、王聲譽的手下、男性、麟廚師）
- SD鋼彈世界 群英集（光秀）
- 賈希大人不氣餒！（實況）
- 海賊王女（弗蘭茲·霍特曼[5]）
- 境界戰機（馬崎英二[6]）

2022年
- 境界戰機 第二部（馬崎英二）
- Estab Life Great Escape（少爺八百八）
- 即使如此依舊步步進逼（喬尼）
- 小邪神飛踢X（後藤）
- Muv-Luv Alternative（國連軍衛士）
- IDOLiSH7 Third BEAT!（松永製作人）
- POP TEAM EPIC 第2期（坎奇、椎茸〈第11話B Part〉）

2023年
- 可愛過頭大危機（蓋姆·盧）
- AI電子基因（田口）

2024年
- 勇氣爆發Bang Bravern（埃塞克斯艦長）
- 終末的火車前往何方？（居民、金針菇）
- 七大罪 啟示錄四騎士 第2期（修巴爾茲）

2025年
- 來到棒球場捕捉我吧！（三井烈斗[7]）

### 劇場動畫
2024年
- BLOODY ESCAPE -地獄的逃走劇-（八百八[8]）

### 遊戲
2005年
- 人中之龍（錦山彰）

2012年
- 極度混亂（零）

2014年
- 人中之龍 維新！（岡田以藏[9]）
- 巴哈姆特之怒（瓦爾茲）

2015年
- 人中之龍0 誓約的場所（錦山彰[10]）

2016年
- 人中之龍 極（錦山彰[11]）
- 戰國BASARA 真田幸村傳

2017年
- 東京放課後召喚師（足柄、ソール）
- 我們的世界迎向終結。（尤里·戴維德維奇·沙拉波夫[12]）

2018年
- 聖火降魔錄 英雄雲集（哈汀、賽亞斯）
- 人中北斗（西恩）
- 人中之龍 Online（春日一番[13]、錦山彰）

2019年
- JUDGEMENT 7 我們的世界迎向終結。（尤里·戴維德維奇·沙拉波夫[14]）

2020年
- 人中之龍7 光與闇的去向（春日一番[15]）
- LIVE A HERO!（ライキ）

2024年
- 人中之龍8（春日一番、錦山彰）

2025年
- 人中之龍８外傳 Pirates in Hawaii（吾朗、春日一番）

### 舞台
- 蒼穹之戰神 FACT AND RECOLLECTION（2010年12月16日）

### 旁白
- 我女友與青梅竹馬的慘烈修羅場 〜自我演出的乙女特別節目〜（2012年12月29日，TOKYO MX、E!TV）

### 其他
- 東京都百反坂マチキチ 印象角色歌（飾演 修比格爾·德·史邦奇3世）

## 外部連結
- 事務所官方簡歷 （页面存档备份，存于）（日語）
- 中谷一博的X（前Twitter）（日語）
- 個人BLOG （页面存档备份，存于）（日語）